# Hellertsiepen
Der Hellertsiepen ist ein gut ein Kilometer langer Bach im Märkischen Oberland, der auf dem Gebiet der zum nordrhein-westfälischen Märkischen Kreis gehörenden Kleinstadt Halver verläuft und von rechts und Süden in den Logrötker Bach mündet.

## Geographie

### Verlauf
Der Hellertsiepen entspringt auf einer Höhe von etwa 382,9 m ü. NHN rund 100 m nördlich des Dorfes Glörfeld in der Flur Aufm Stillen Brenck einem winzigen Teich.
Er fließt zunächst, begleitet von einem Feldweg, in nördlicher Richtung durch Wiesen. Ab der Gabelung des Weges wird der Siepen von Gehölz gesäumt. Er läuft nun etwa einen haben Kilometer durch eine von Wald begrenzte Wiese und betritt danach den Wald.
Der Hellertsiepen mündet schließlich auf einer Höhe von ungefähr 212 m ü. NHN direkt an der Grenze vom Märkischen Kreis zu Ennepe-Ruhr-Kreis von rechts und Süden in den aus dem Südwesten kommenden Logrötker Bach, der nach etwa 100 m in den Stausee der Glörtalsperre einfließt.
Der etwa 1,3 Kilometer langer Lauf des Hellertsiepens endet ungefähr 58 Höhenmeter unterhalb seiner Quelle, er hat somit ein mittleres Sohlgefälle von circa 45 ‰.

### Einzugsgebiet
Das 43,6 ha große Einzugsgebiet des Hellertsiepens liegt im Märkischen Oberland und wird durch ihn über den  Logrötker Bachs, die Glör, die Volme, die Ruhr und den Rhein zur Nordsee entwässert.
Sein Einzugsgebiet ist im nördliche Bereich zum größten Teil bewaldet, während im Süden landwirtschaftlich genutzte Flächen überwiegen.